# Moestika dari Djemar
Pour plus de détails, voir Fiche technique et Distribution.
Moestika dari Djemar est un film des Indes orientales néerlandaises (aujourd'hui Indonésie), réalisé par Jo An Djan, sorti en 1941.